# Mark Soskin
Mark Soskin  (Brooklyn, Nueva York, 12 de julio de 1953) es un pianista estadounidense de jazz.

## Trayectoria
Comenzó tocando en bandas de R&B, mientras estudiaba piano clásico en la Universidad de Colorado. En 1972, se matriculó en la Berklee School of Music y tres años después, se trasladó a San Francisco. Allí, tocó con Joe Henderson, Bill Summers, Pete Escovedo y Billy Cobham. Durante doce años (1978-1990), fue el pianista del grupo de Sonny Rollins, con quien grabó un gran número de discos. Desde entonces, permanece activo en la escena de la costa oeste, grabando con frecuencia como líder de sus propios grupos.

## Discografía
Como líder
- Rhythm Vision, Prestige (1980)
- Overjoyed, Jazz City (1991)
- Views From Here, King (1992)
- Calypso & Jazz Around the Corner, King (1993)
- Live at Vartan Jazz, Vartan Jazz (1996)
- Five Lands: Cinqueterra, TCB Records (1998)
- Homage To Sonny Rollins, White Foundation (2003)
- 17 (Seventeen), TCB Records (2007)
- One Hopeful Day, Kind Of Blue (2007)
- Man Behind The Curtain, Kind Of Blue (2009)
- Nino Rota, Piano Solo, Kind Of Blue (2012)

Como colíder
- Con el grupo "Spirits" (Soskin, Harvie Swartz, Joe LaBarbera y Sheila Jordan): Live at Vartan Jazz, Vartan Jazz (1994)
- Con el "Contempo Trío" (con Danny Gottlieb, Chip Jackson & Ravi Coltrane): No JAMF's Allowed, Jazzline (1994)
- Con el "Contempo Trío" (con Danny Gottlieb, Chip Jackson & Carolyn Leonhart): The Secret of Life, First Media (2003)